# Лаодика I
Вижте пояснителната страница за други личности с името Лаодика.
Лаодика I (Laodike; на старогръцки: Λαοδίκη, † между 240 и 237 пр.н.е.) е първата съпруга на селевкидския цар Антиох II Теос, управлявал от 261 пр.н.е. до 246 пр.н.е. в Сирия.
Лаодика е вероятно дъщеря на Антиох I Сотер и полусестра на Антиох II. Според други източници тя е дъщеря на гръко-македонеца Ахей (Achaios, вторият син на Селевк I Никатор и Апама) и братовчедка на Антиох II.
Тя се омъжва преди 266 пр.н.е. за Антиох II Теос, от династията на Селевкидите, син на Антиох I Сотер.
Лаодика и Антиох II имат следните деца:
- Селевк II Калиник, престолонаследник
- Антиох Хиеракс, по-късен съперник за трона на по-големия му брат
- Стратоника III, съпруга на Ариарат III (Кападокия)
- Лаодика, съпруга на Митридат II от Понт
- вероятно дъщеря с неизвестно име, която ражда един Антипатър.

През 253 пр.н.е. Антиох II се разделя от Лаодика I, за да се ожени през началото 252 пр.н.е. за Береника Млада, дъщеря на египетския цар Птолемей II и сестра на Птолемей III, и тя му ражда син Антиох.
Лаодика загубва царската си титла и се оттегля в западна Мала Азия. Тя организира заговор през 246 пр.н.е., отравя мъжа си в Ефес и издига сина си Селевк II за владетел. Лаодика нарежда да убият Береника и сина ѝ в Антиохия на Оронт. Тогава Птолемей III напада Селевкидската империя и започва Третата сирийска война (246-241 пр.н.е.), наречена „Войната на Лаодика“, завладява и опустошава Сирия и дори достига до Месопотамия.
На Лаодика са наречени няколко новоосновани селевкидски градове Лаодикея.